# Les trois axiomes de la mécanique quantique
 (décembre 2011).
Si vous disposez d'ouvrages ou d'articles de référence ou si vous connaissez des sites web de qualité traitant du thème abordé ici, merci de compléter l'article en donnant les références utiles à sa vérifiabilité et en les liant à la section « Notes et références ».
Les trois axiomes de la mécanique quantique est une théorie concurrente de celle des Postulats de la mécanique quantique pour expliquer la mécanique quantique. Cette théorie est essentiellement soutenue par Constantin Piron.
Le postulat se distingue de l'axiome, ce dernier étant toujours posé au départ comme un élément fondamental du système qu'on ne cherchera pas à démontrer.

## Introduction
Souvent, la mécanique quantique est présentée comme si elle était une théorie étrange, dépassant même l'entendement humain. Or s'il est vrai que cette théorie est très mal comprise par la plupart des profanes, elle est plutôt bien comprise par les initiés. Pourquoi une telle différence de compréhension ? Peut-être simplement parce que de nombreuses choses différentes ont été dites sur celle-ci, peut-être du fait que son formalisme est d'une abstraction jamais égalée auparavant par une théorie voulant décrire le "monde observable". Ou simplement parce que cette théorie va à l'encontre des fondements de la pensée scientifique, ceux-là mêmes qui nous ont permis de construire notre représentation du monde. En effet, la mécanique quantique pose de gros problèmes au concept du déterminisme tel que nous le connaissions avant le XXe siècle. Avec son avènement, il nous faut reconstruire les concepts de mesure, de reproductibilité d'une expérience, et même de déterminisme...
Le modèle des trois axiomes est une approche rigoureuse qui mène à l'idée que l'espace des états est un espace vectoriel (souvent un espace de Hilbert) chose qui est postulée par d'autres approches. La connaissance du théorème de Stone (en) et du théorème de Noether (probablement les deux théorèmes les plus importants de la mécanique quantique, le premier servant à construire l'idée d'évolution temporelle, le deuxième la notion de quantité de mouvement) mène sans trop de difficulté à la reconstruction des postulats habituels de la mécanique quantique (voir postulats de la mécanique quantique).

## Les 3 axiomes
Afin de posséder le vocabulaire des trois axiomes, il est nécessaire d'introduire quelques notions fondamentales. En effet, en opposé aux six postulats de la mécanique quantique, ces trois axiomes reposent sur des concepts étroitement liés à l'expérience voire à la mesure. (Il peut être intéressant de lire Problème de la mesure quantique à ce sujet)

### Questions, Propriétés et Espace des états
La notion de question découle de l'idée de mesure. Une question {\displaystyle \alpha ~} est une mesure sur un système physique dont la réponse est vraie ou fausse.
Pour illustrer cette idée, nous pouvons faire l'expérience de pensée suivante :
Le système physique est constitué d'une voiture qui roule sur l'autoroute. La question est : Roule-t-elle à 130 km/h ? Notre appareil de mesure est un radar. La réponse est vraie, si sur le radar, on lit 130 km/h, elle est fausse sinon.
À partir de toute question {\displaystyle \alpha ~}, il est possible de définir une question inverse {\displaystyle {\tilde {\alpha }}}. Dans notre expérience de pensée, la question inverse serait : la voiture roule-t-elle à une vitesse différente de 130 km/h ?
L'ensemble {\displaystyle Q~} est l'ensemble de toutes les questions que l'on peut poser sur le système étudié.
On dira qu'une question est vraie pour un système donné lorsqu'on peut prédire avec certitude (par un calcul théorique) que la mesure répondra "oui", avant de la réaliser. Une question non vraie n'est pas nécessairement fausse à coup sûr ; dans ce modèle on laisse la place aux questions incertaines, aléatoires. Une question est incertaine pour un système donné lorsque, si l'on construisait un système identique du point de vue de la physique, un clone possédant le même état physique, alors la mesure sur le clone ne donnerait pas à coup sûr la même valeur que la mesure sur le système d'origine. Une question incertaine ne peut par conséquent pas être vraie : le système physique choisit une réponse aléatoirement lorsqu'il est mesuré, malgré la connaissance totale de son état a priori. L'existence de questions incertaines est la différence clef entre la physique classique et la physique quantique, comme nous le formaliserons plus bas avec l'axiome 0.
On peut construire une relation de pré-ordre partiel (relation d'ordre) sur les questions :
Reprenons notre expérience de pensée, nous définissons deux questions :
{\displaystyle \alpha ~} : la voiture roule-t-elle à une vitesse comprise entre 120km/h et 140km/h ?
{\displaystyle \beta ~} : la voiture roule-t-elle à 130km/h ?
On remarque que {\displaystyle \alpha ~} est toujours vrai si {\displaystyle \beta ~} est vrai, on dira que {\displaystyle \beta ~} est plus faible que {\displaystyle \alpha ~}
Notation : {\displaystyle \beta ~<\alpha ~}
Attention au sens, la question la plus faible est à gauche de "{\displaystyle <}". Cette notation est suggérée par le fait que l'ensemble des cas où {\displaystyle \beta ~} est vraie est plus petit que pour {\displaystyle \alpha ~}, ie {\displaystyle \beta ~} est plus restrictive. Cette notation est de plus conforme à la relation intuitive {\displaystyle \forall q\in Q~,\,0\leq q\leq 1}, avec 0 et 1 les questions absurde (réponse toujours fausse) et triviale (réponse toujours vraie).
Ce préordre partiel crée une relation d'équivalence:
on dira {\displaystyle \alpha ~} est équivalent à {\displaystyle \beta ~}, si et seulement si {\displaystyle \alpha ~\leq \beta ~} et {\displaystyle \beta ~\leq \alpha ~}
notation : {\displaystyle \alpha ~\sim \beta ~}
La classe d'équivalence {\displaystyle a~} d'une Question {\displaystyle \alpha ~} est une Propriété.
Une propriété est dite actuelle si les questions associées à celle-ci sont vraies à coup sûr. Au contraire, si les réponses à ces questions sont incertaines voire toujours fausses, on dit que la propriété est potentielle.
Nous définissons {\displaystyle L~} comme l'ensemble de toutes les propriétés du système.
Une chose remarquable est, que sans aucune autre supposition, nous pouvons déjà avoir une certaine information sur la structure de {\displaystyle L~}. En effet, la relation de préordre sur {\displaystyle Q~} impose le fait que {\displaystyle L~} soit partiellement ordonné. Et donc {\displaystyle L~} est toujours un treillis complet, c’est-à-dire :
{\displaystyle \forall E~={\big \{}a~_{i}|a~_{i}\in L~,i\in J~{\big \}}}( J étant un sous-ensemble quelconque de N (nombre naturel)) il existe {\displaystyle a~,b~\in L~} telle que :
si {\displaystyle x~\in L~} alors :
{\displaystyle x~<a_{i}~\forall i\in J~\Longleftrightarrow x~<a~}
{\displaystyle x~>a_{i}~\forall i\in J~\Longleftrightarrow x~>b~}
{\displaystyle a~,b~} sont respectivement la borne inférieure et supérieure du sous-ensemble {\displaystyle E~}.

### États et Propriétés-états
Par définition, l'état {\displaystyle E~} d'un système physique est l'ensemble de toutes ses propriétés actuelles. Il vient {\displaystyle E\subset L~}.
Un état {\displaystyle E~} est un sous-ensemble de {\displaystyle L~} tel que la propriété {\displaystyle p~}  est actuelle quand toutes les propriétés contenues dans {\displaystyle E~} sont actuelles. On peut donc définir un état ainsi :
{\displaystyle E~={\big \{}x~\in L~|p~<x~{\big \}}}
Une telle propriété {\displaystyle p~} définit entièrement {\displaystyle E~} et est appelée propriété-état.

### Atomes
Les atomes sont les éléments minimaux de {\displaystyle L\setminus \{0\}}. Autrement dit, une propriété {\displaystyle p\in L} est appelée atome si :
{\displaystyle p\neq 0,\quad p} est différente de la propriété minimale définie par la question {\displaystyle {\tilde {i}}} (l'inverse de la question triviale)
et que :
{\displaystyle \forall x\in L,\;x<p\Rightarrow (x=p\quad {\textrm {ou}}\quad x=0)}
Les atomes sont des propriétés-états. En effet un atome {\displaystyle p\in L} étant non nul, il existe un état {\displaystyle E} du système dans lequel {\displaystyle p} est actuel. La borne inférieure de {\displaystyle E} minore {\displaystyle p} et est non nulle ; par conséquent elle est égale à {\displaystyle p}.

### Représentation de Cartan
Par définition de la relation d'équivalence sous-jacente aux propriétés, une propriété est entièrement déterminée par les états du système dans lesquels elle est actuelle. On formalise cela ici, soit {\displaystyle S} l'ensemble de tous les états possible du système. Nous pouvons définir une application {\displaystyle \mu } de {\displaystyle L} dans {\displaystyle P(S)} l'ensemble des parties de S.
{\displaystyle \mu :a\to \mu a=\left\{E\in S|a\in E\right\}}
Cette application s'appelle le morphisme de Cartan, et l'image de {\displaystyle L} dans {\displaystyle P(S)} est appelée la représentation de Cartan.
De plus, cette application est injective et préserve l'ordre et la borne inférieure.

### Notion d'orthogonalité
On dit de deux états {\displaystyle E_{1},E_{2}\subset L} qu'ils sont orthogonaux (notation : {\displaystyle E_{1}\perp E_{2}}) s'il existe une question {\displaystyle \alpha } telle que :
{\displaystyle \alpha } est vrai pour {\displaystyle E_{1}} et {\displaystyle {\tilde {\alpha }}} est vrai pour {\displaystyle E_{2}}
Par exemple l'énergie d'une particule quantique piégée dans un puits de potentiel ne peut prendre qu'un ensemble discret de valeurs (elle est quantifiée). On peut donc définir deux états {\displaystyle E_{1}} et {\displaystyle E_{2}}, où la particule quantique a respectivement une énergie {\displaystyle e_{1}} et {\displaystyle e_{2}}. Ces 2 états sont orthogonaux par la question {\displaystyle \alpha =} "la particule a une énergie {\displaystyle e_{1}}", vraie dans l'état {\displaystyle E_{1}} et fausse dans l'état {\displaystyle E_{2}}. Dans la représentation usuelle des états quantiques de la particule par un espace de Hilbert, les états {\displaystyle E_{1}} et {\displaystyle E_{2}} seront orthogonaux au sens du produit scalaire.
On dit que deux propriétés {\displaystyle a,b\in L} qu'elles sont orthogonales (notation : {\displaystyle a\perp b}) si tous les états {\displaystyle \mu a} sont orthogonaux aux états {\displaystyle \mu b} :
{\displaystyle a\perp b} si et seulement si {\displaystyle \mu a\perp \mu b}

### Système Classique
Axiome 0:
Nous dirons qu’une question {\displaystyle \alpha ~} est classique si, pour chaque état {\displaystyle E~}, ou bien {\displaystyle \alpha ~} est vraie, ou bien {\displaystyle {\tilde {\alpha }}} est vraie. Et nous dirons d’un système qu’il respecte le préjugé classique si pour chaque propriété {\displaystyle a~} il existe au moins une question classique {\displaystyle \alpha ~}
Cet axiome détermine entièrement la structure de {\displaystyle L~}. De plus si le système satisfait l’axiome 0 alors le morphisme de Cartan est surjectif et {\displaystyle L~} et {\displaystyle P~(S)} sont isomorphes

### Généralisation: les systèmes quantiques

#### Axiome I
Toute propriété-états est un atome de {\displaystyle L}
Cet axiome signifie simplement que si deux états {\displaystyle E_{1},E_{2}\subset L} sont différents alors la relation {\displaystyle E_{1}\subset E_{2}} est exclue.
Aristote l'avait déjà énoncé : si le système change d’état, qu’il passe donc de l’état {\displaystyle E_{1}} à {\displaystyle E_{2}}, il s’enrichit de nouvelles propriétés qui s’actualisent, et il en perd nécessairement d’autres. Donc {\displaystyle E_{1}} ne peut être entièrement contenu dans {\displaystyle E_{2}}.
Cet axiome permet d'identifier les états du système aux atomes de {\displaystyle L}.

#### Axiome II
Pour chaque état {\displaystyle E} donné il existe une (unique) question qui est vraie si et seulement si l’état du système est orthogonal à {\displaystyle E}
Pour chaque état {\displaystyle E} la question associée est bien unique, car définie par les états dans lesquels elle est actuelle : les états orthogonaux à {\displaystyle E}. Autrement dit pour n'importe quel état {\displaystyle E}, il existe une expérience physique permettant de savoir à coup sûr qu'un système donné est dans un état orthogonal à {\displaystyle E}.
En tenant compte de l'axiome I l'axiome II signifie que :
Pour chaque propriété-état {\displaystyle p} atome de {\displaystyle L}, il existe une (unique) propriété {\displaystyle p'} qui est actuelle si et seulement si l’état est orthogonal à {\displaystyle p}
La fonction {\displaystyle p\mapsto p'} définie sur les atomes par l'axiome II peut être étendue à {\displaystyle L} tout entier par :
{\displaystyle a\mapsto a'=\bigwedge \{p'\,;\,p{\text{ atome}},p\leq a\}}
Cette fonction est plus claire dans la représentation de Cartan :
{\displaystyle \mu (a')=\mu (a)^{\perp }}
Notation : {\displaystyle A^{\perp }={\big \{}E\in S\,|\,\forall \eta \in A,E\perp \eta {\big \}}}

#### Axiome III
L’application de {\displaystyle L} dans {\displaystyle L} : {\displaystyle a\to a'} est surjective.

#### Structure de l'espace des états
Tout comme l'axiome 0, les axiomes I, II, III déterminent entièrement la structure de l'espace des états.
Théorème :
Si le système satisfait les axiomes 1, 2 et 3 alors:
- le morphisme de Cartan détermine un isomorphisme entre {\displaystyle L} et {\displaystyle (S,\perp )}
- {\displaystyle L} est un treillis complet, comblé d’atomes
- L’application définie dans l'axiome III est une orthocomplémentation

L'espace des états est un treillis complet, comblé d’atomes et muni d’une orthocomplémentation

#### Les espaces de Hilbert
Nous désirons montrer que l’espace engendré par les rayons d’un espace de Hilbert convient parfaitement pour décrire un espace des états.
Théorème :
Soit H un espace de Hilbert, l’ensemble de tous les sous-espaces {\displaystyle G} contenus dans {\displaystyle H} est un treillis complet, orthocomplémenté et comblé d’atome.
Démonstration :
- treillis complet :

Les sous-espaces fermés {\displaystyle G} peuvent être ordonnés par inclusion. Ils forment un treillis complet car l’intersection d’ensembles fermés est encore un ensemble fermé.
- Orthocomplementé :

l’application qui à {\displaystyle G} fait correspondre {\displaystyle G^{\perp }} définit une orthocomplémentation. En effet:
| {\displaystyle (G^{\perp })^{\perp }=G\qquad \qquad G+G^{\perp }=H} {\displaystyle G_{1}\subset G_{2}\Rightarrow G_{2}^{\perp }\subset G_{1}^{\perp }\qquad G\cap G^{\perp }=\{0\}} |

- Comblé d’atomes:

Les atomes de ce treillis sont les sous-espaces de dimension 1 (c’est-à-dire les rayons) et tous les sous-espaces sont engendrés par les rayons qu’il contiennent.